# Adelboden
Adelboden je obec v okrese Frutigen-Niedersimmental v kantonu Bern ve Švýcarsku. Žije zde přibližně 3 400 obyvatel. Je významným lyžařským střediskem v Bernských Alpách a místem konání závodů Světového poháru v alpském lyžování.

## Geografie
Adelboden se nachází na západě pohoří Berner Oberland, na konci údolí Engstligental, které se u Frutigenu spojuje s údolím Kandertal. Adelboden leží v nadmořské výšce 1350 m n. m., nejvyšším bodem obce je Grossstrubel ve výšce 3242 m n. m.; nejnižší bod se nachází v Engstligentalu ve výšce 1045 m n. m. Vegetace je subalpínská a alpínská: svahy jsou často zalesněné, náhorní plošiny a terasy slouží jako vysokohorské pastviny.
Hlavní část obce leží na jižně orientované terase nad Engstligentalem. K obci však patří také vesnice Ausserschwand, Boden, Gilbach, Hirzboden a Stiegelschwand.
Nejvýraznějšími horami jsou Lohner (3048 m), Tschingellochtighorn (2735 m), Steghorn (3146 m), Wildstrubel (3242 m), Fitzer (2458 m), Tschenten (2025 m; s horskou železnicí) a Gsür (2708 m).

## Historie

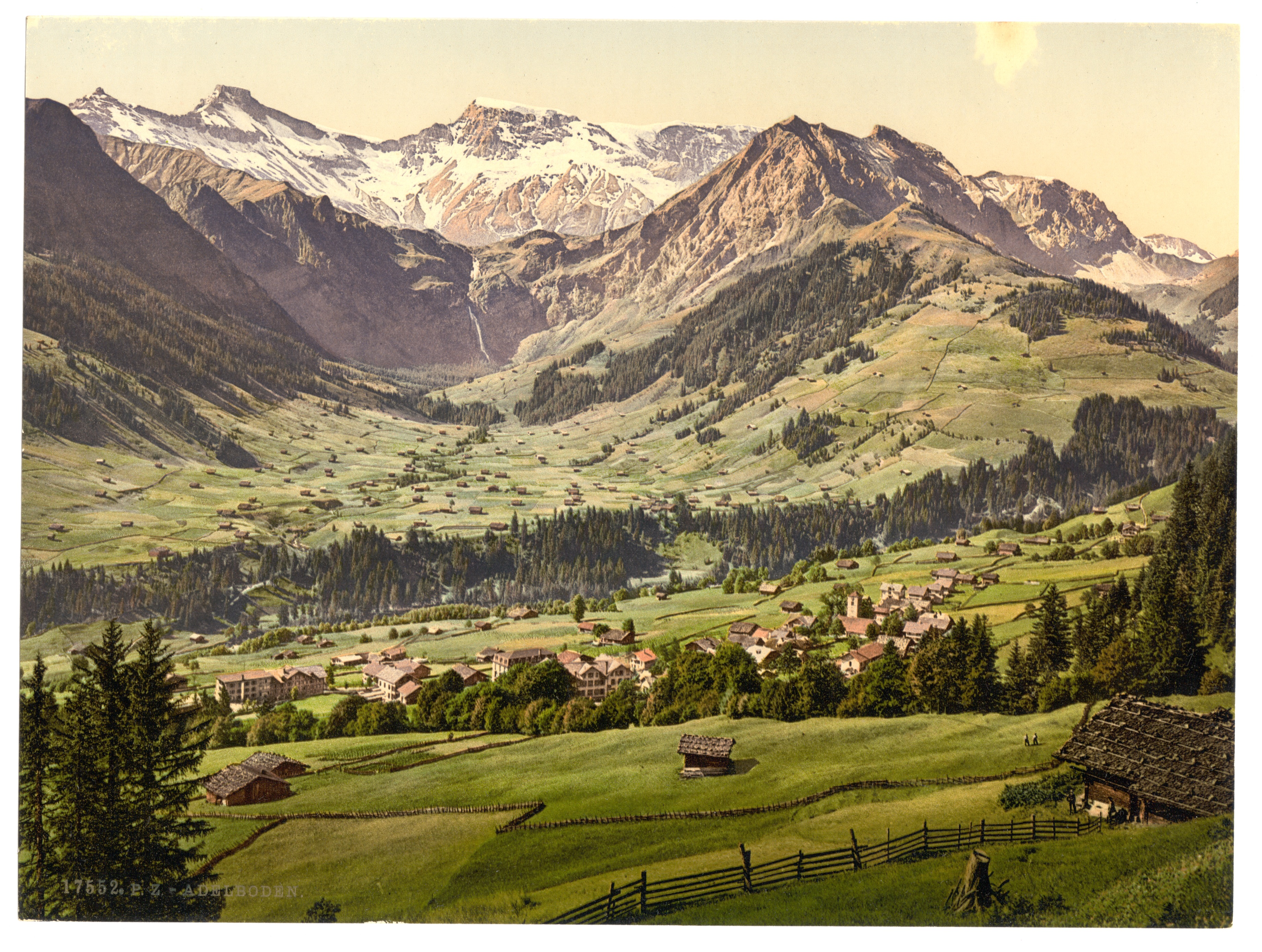
Adelboden kolem roku 1900

Současný název obce se objevil v roce 1409 (im Thal Adelboden) a pravděpodobně pochází z názvu rostliny Adelgras (lipnice alpská, Poa alpina), jejíž předěl byl spojen s obecným slovem boden „dolní, rovná země, dno údolí, horská terasa“. Název Wald (les) je pro obec doložen již v roce 1350; až do první poloviny 20. století se obec nazývala také Kilchschwand, Innerschwand nebo (dosud) jednoduše Schwand, což odkazuje na její polohu na mýtině vzniklé vyklučením.
Alpy Engstligenalp a Silleren, které patří k Adelbodenu, byly poprvé zmíněny ve 13. století. Obyvatelé údolí Engstligental byli známí jako lesní lidé. V roce 1433 postavili obyvatelé Adelbodenu na vlastní náklady kostel a 56 otců domů zaručilo knězi plat. V 16. století se Adelboden připojil k reformaci a katolický kněz uprchl přes sedlo Hahnenmoospass do stále katolického Fribourgu.

Letecký pohled (1949)

Až do 20. století neexistovalo v Adelbodenu žádné přirozené centrum obce; obec se skládala z roztroušených osad a statků Hirzboden, Bonderle, Boden, Stiegelschwand, Innerschwand (v oblasti dnešního centra obce) a Ausserschwand. Jediná cesta do Frutigenu vedla vysoko nahoru po pravé straně údolí. Zemědělské obyvatelstvo se živilo chovem dobytka a mlékařstvím a během roku se stěhovalo z údolí do Alp a zpět - ještě ve 20. letech 20. století měli dva nejbohatší sedláci v Adelbodenu ve stájích každý jen osm krav. Častým, velmi skromným přivýdělkem byla výroba krabiček od sirek, na které chudé rodiny včetně dětí pracovaly až do pozdních nočních hodin.
V polovině 19. století způsobily neúroda a nemoci zvířat velké potíže, a proto se mnoho obyvatel Adelbodenu vystěhovalo.
V roce 1873 byl postaven první penzion, dnešní hotel Hari im Schlegeli. V roce 1884 byla hotova nová přístupová cesta podél Engstlige, v roce 1887 byl postaven hotel Wildstrubel a brzy poté další hotely, zpočátku pouze pro letní využití. V roce 1901 zavedl Grandhotel jako první zimní sezónu a v následujících letech vedl cestovní ruch k výraznému nárůstu počtu obyvatel. Ve 30. letech 20. století byla postavena lanovka na Engstligenalp.

## Obyvatelstvo
| Rok            | 1764 | 1850 | 1900 | 1910 | 1930 | 1950 | 1960 | 1970 | 1980 | 1990 | 2000 | 2010 | 2020 |
| Počet obyvatel | 1051 | 1513 | 1564 | 2163 | 2417 | 2873 | 2881 | 3326 | 3276 | 3347 | 3634 | 3563 | 3324 |

Úředním jazykem je němčina, mluveným jazykem je dialekt adelbodetütsch, což je jeden z místních vysokohorských alemanských dialektů v Berner Oberlandu.

## Hospodářství
V Adelbodenu se mísí zemědělství, obchod (stavební firmy, minerální pramen Adelbodner Mineral) a cestovní ruch. Pracovní místa jsou v pohostinství (cca 490 osob), v ostatních službách (cca 500 osob), ve stavebnictví (cca 310 osob), v automobilovém průmyslu (cca 30 osob), u minerálního pramene (cca 45 osob) a v zemědělství (na plný úvazek cca 45 osob).

## Turismus a sport

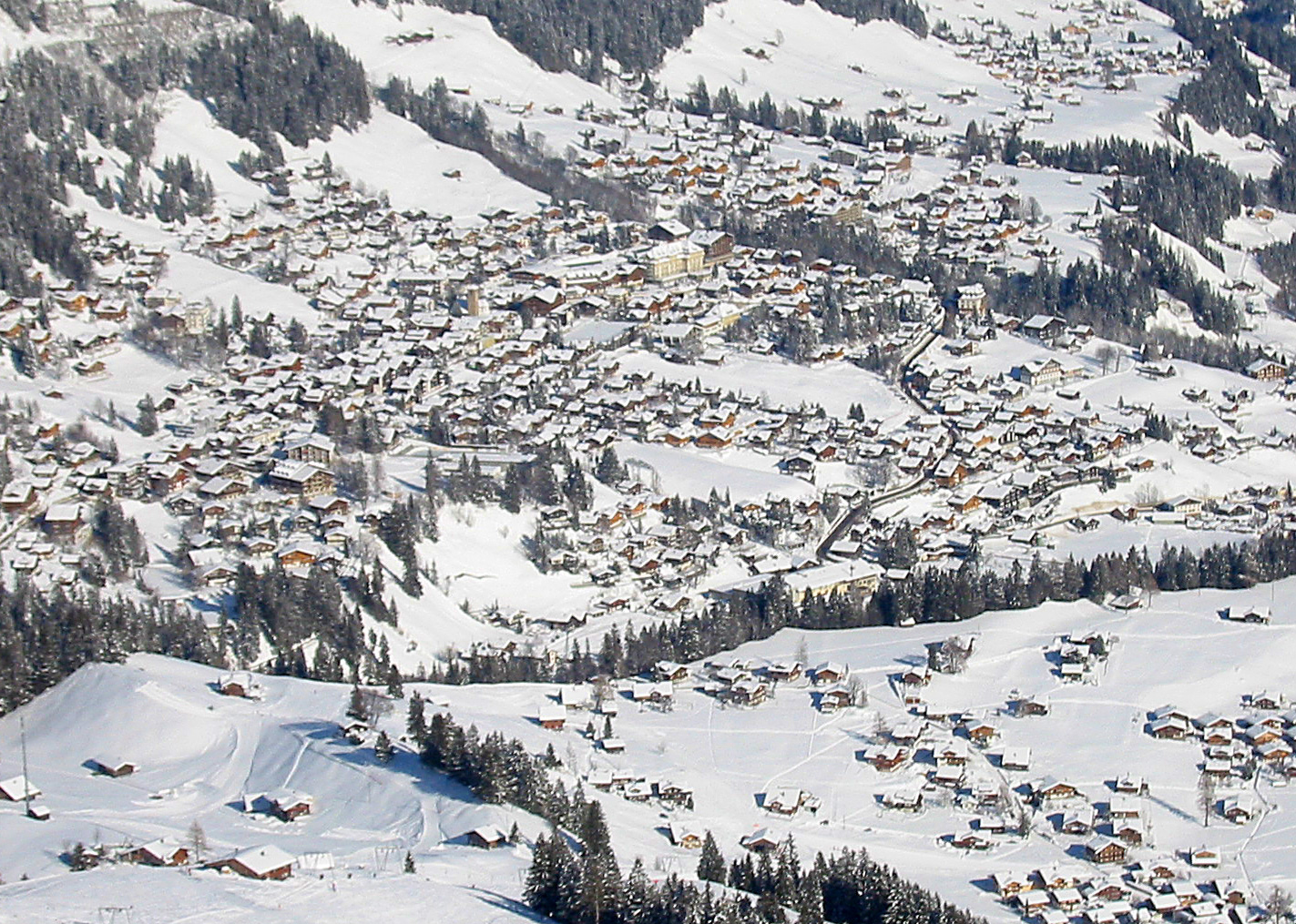
Adelboden v zimě

Adelboden je známé lyžařské středisko a cestovní ruch má pro obec velký význam. V okolí se nachází velké množství hotelů, horských chat, restaurací a dalších ubytovacích zařízení pro návštěvníky lokality.
V letních měsících je v okolí obce k dispozici více než 200 km turistických tras, vedoucích především do hor. Kromě toho jsou zde vybudovány také cyklistické stezky. V zimních měsících je zde možno lyžovat na řadě sjezdovek a jsou zde udržovány také tratě pro běžecké lyžování. Adelboden jako lyžařské středisko disponuje také 40 km turistických tras v zimních měsícíh. Jsou zde také tratě pro snowboardové aktivity. Adelboden je také pořadatelem závodů Světového poháru v alpském lyžování.

## Doprava

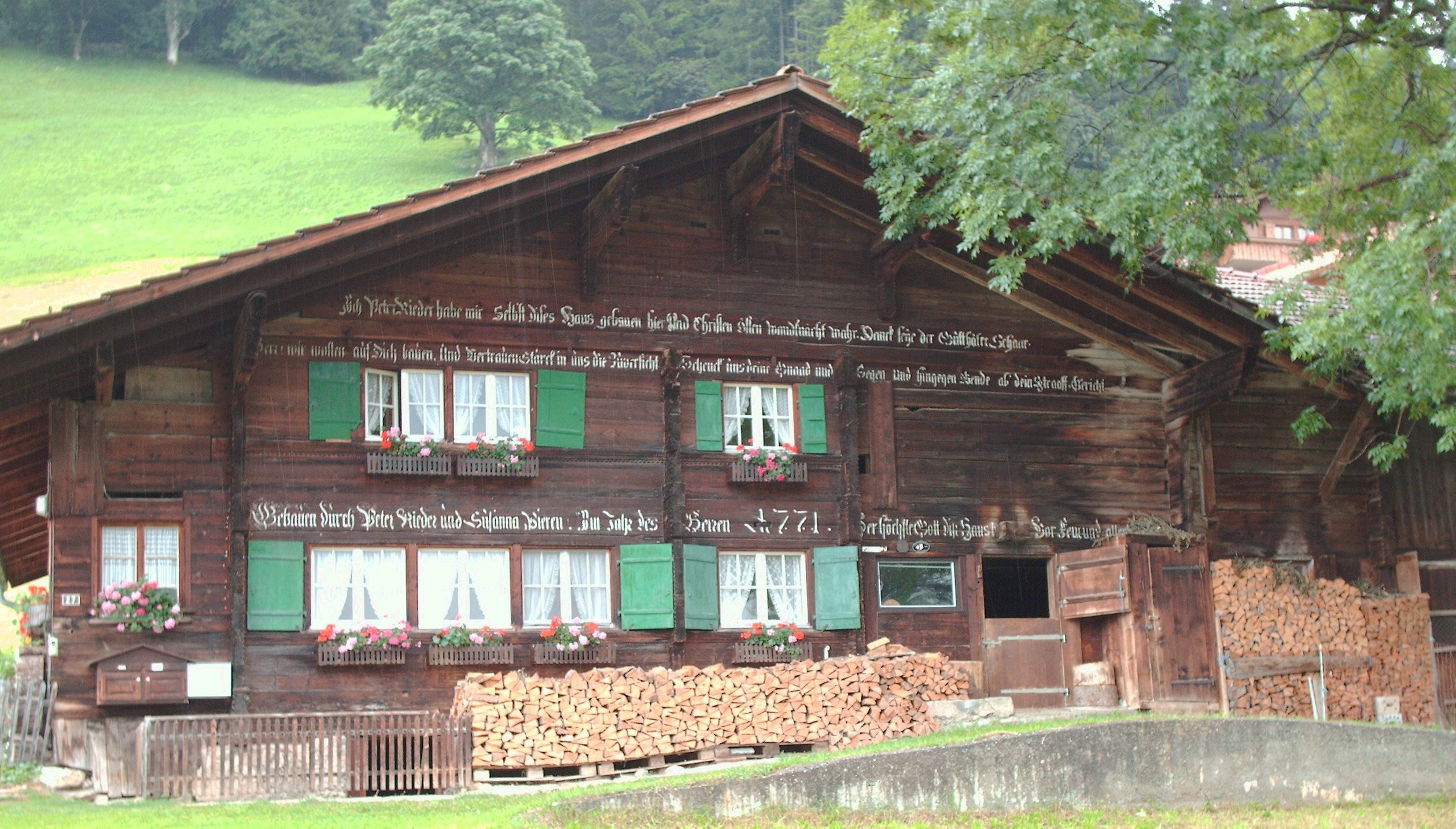
Tradiční usedlost v obci (z roku 1771)

Adelboden se nachází na konci slepé silnice, takže zde není žádná tranzitní doprava. Do údolí Adelboden se lze dostat ze Spiezu (dálnice A6 z Bernu) nebo z Kanderstegu (automobilová doprava z Valais/Itálie) po hlavní silnici ve směru Frutigen-Adelboden.
Kantonální silnice z Frutigenu do Adelbodenu byla dokončena v roce 1884 mostem Hoher Steg přes hluboce zaříznutou řeknu Engstlige a ve 20. století byla dále rozšířena. Nahradila jednoproudou starou adelbodenskou silnici, která vedla východně od Engstlige do Adelbodenu, místy strmá a klikatá, a dosud slouží jako přístupová cesta hlavně pro místní obyvatele. Nová silnice byla vybudována do Frutigenu západně od Engstlige přes oblast strmých svahů masivu Niesen, která je postižena skalními říceními, suťovými proudy a lavinami. Díky vysokým opěrným zdem, sítím proti padání skal, lavinovým zábranám, mostům a tunelu Linter byla silnice do značné míry chráněna před přírodními riziky. V zimě roku 1999 byla silnice na 13 dní přerušena lavinami a v lednu 2018 na 3 dny suťovým proudem.
Nejbližší železniční stanicí je Frutigen na trati Lötschbergbahn. Odtud obvykle jezdí v pravidelných intervalech spoje dopravní společnosti Frutigen-Adelboden (AFA). Z Adelbodenu jezdí četné lanovky a místní autobusové linky do Ausserschwandu, Stiegelschwandu a Boden-Unter dem Birg(-Engstligenalp). Pěšky se lze dostat z Engstligenalpu (lanovka) přes Chindbettipass na Gemmipass a do Valais, přes Hahnenmoospass (lanovka) do Simmentalu nebo přes Bunderchrinde do Kandertalu.

## Galerie

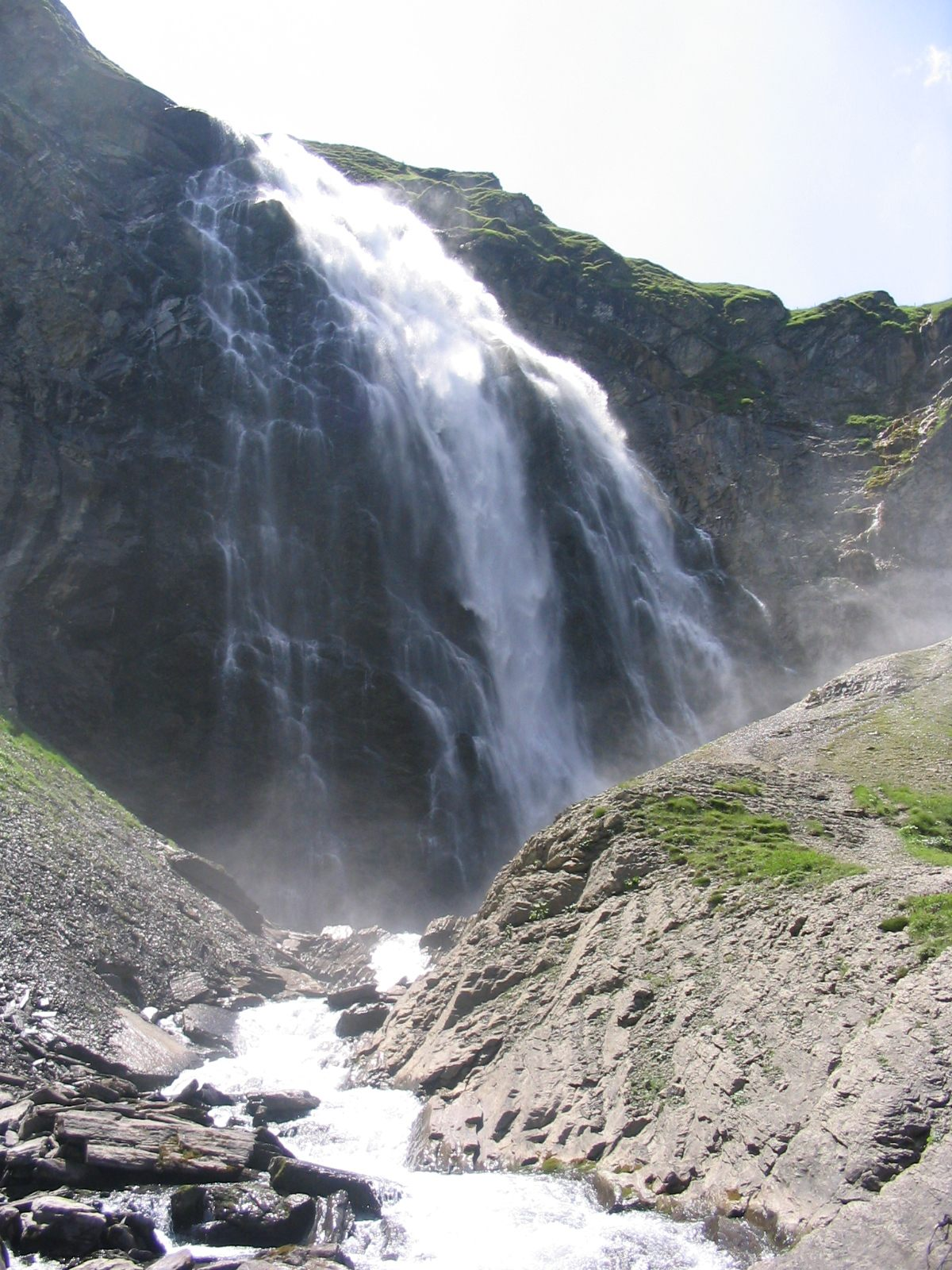
Vodopády Engstlingen
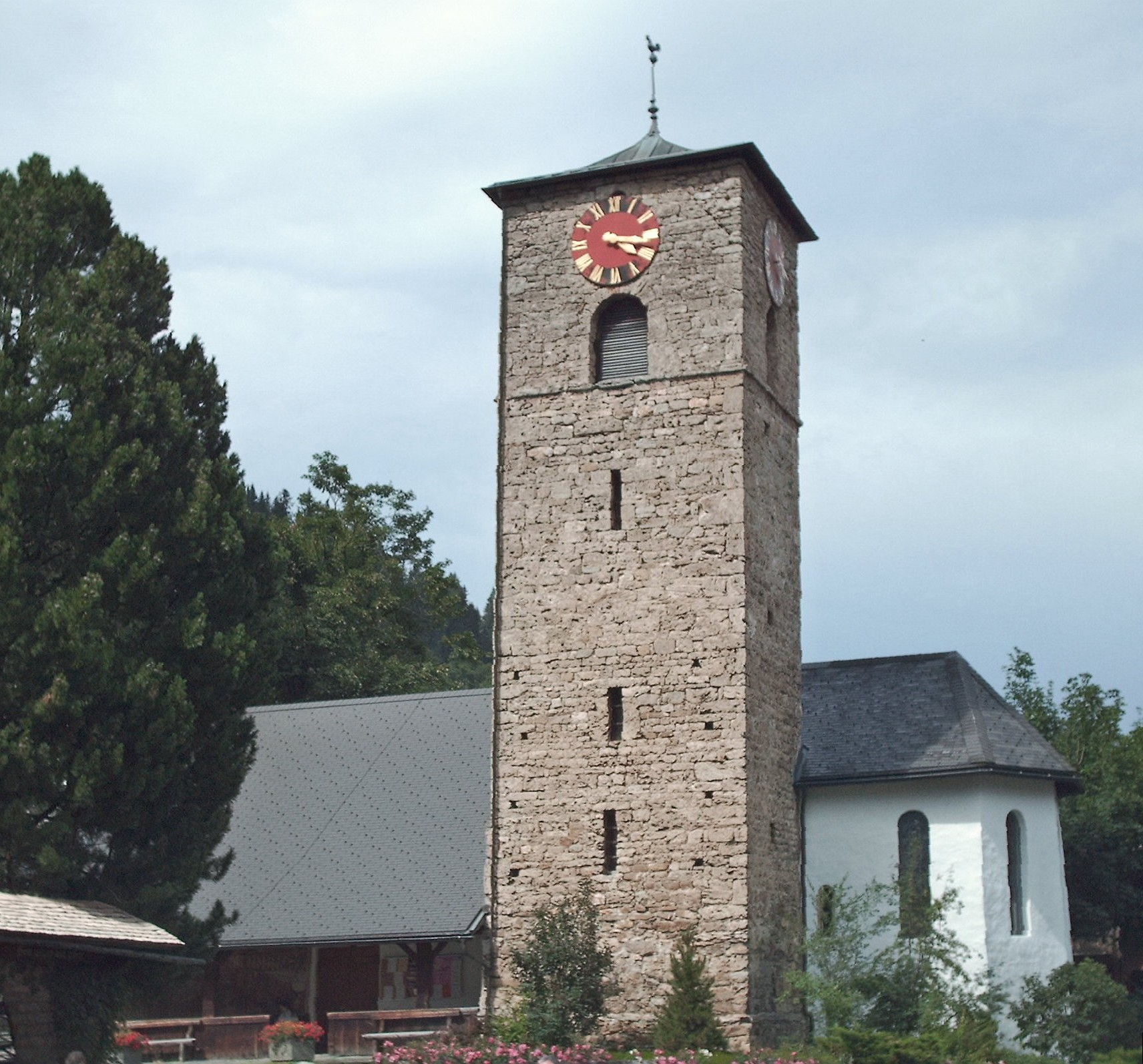
Kostel v obci
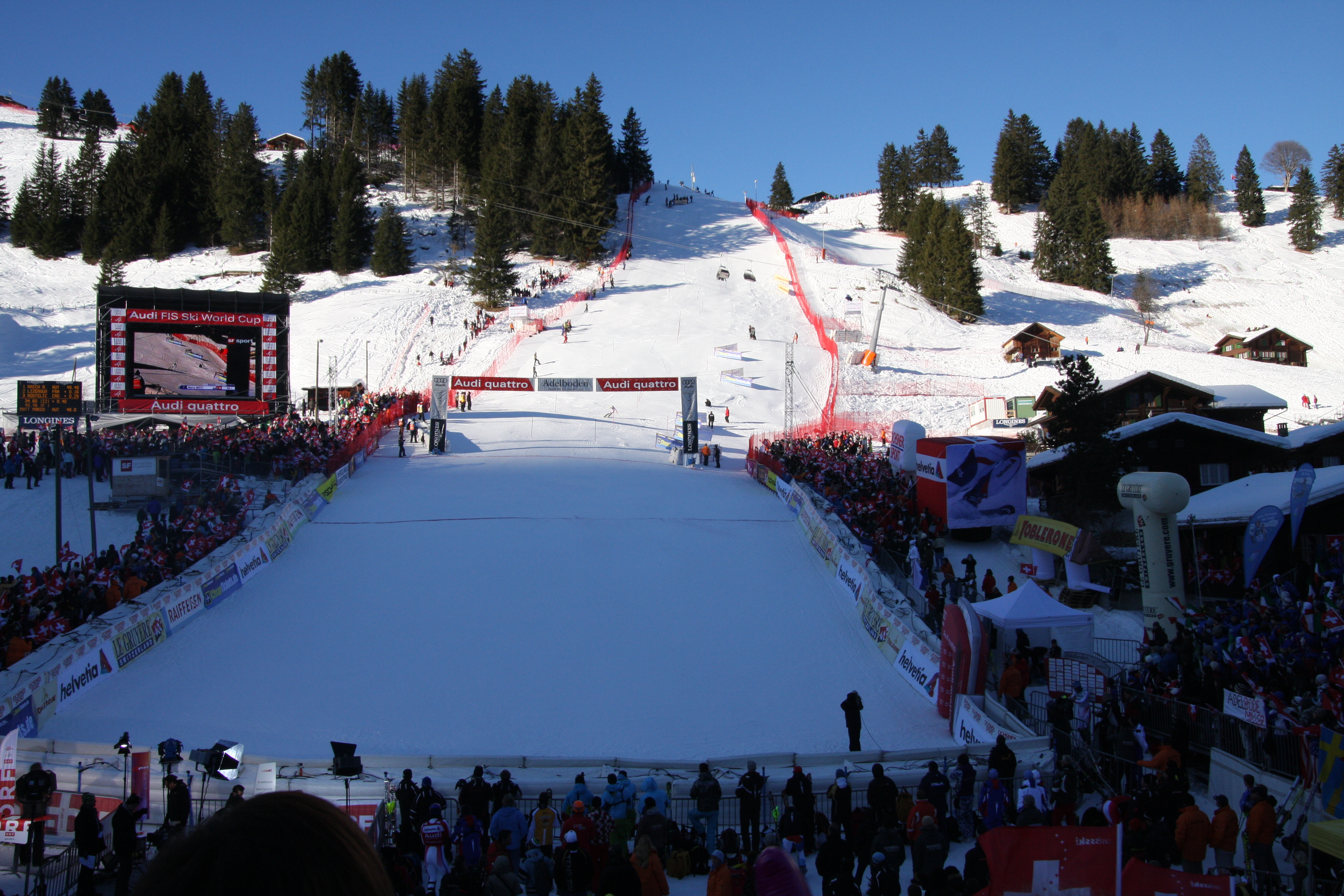
Sjezdovka pro závod Světového poháru v alpském lyžování